# Eddie Condon
Eddie Condon fue un guitarrista, banjoista, cantante y director de orquesta estadounidense de jazz tradicional y swing, nacido en Goodland, Indiana, el 16 de noviembre de 1905, y fallecido en Nueva York el 4 de agosto de 1973.
Sus primeros contratos como profesional, con orquestas locales, lo fueron como intérprete de banjo y ukelele. Trasladado a Chicago, a comienzos de los años 1920, tocó con Bix Beiderbecke y con otras bandas de la zona, más dedicadas al baile. Será con los "Mound City Blue Blowers" de Red McKenzie, con quienes realice sus primeras grabaciones (1928). Ese mismo año, grabará con Louis Armstrong y Fats Waller, durante una visita a Nueva York. Después trabajó con Red Nichols (1929) y nuevamente con la banda de McKenzie, con quienes estuvo hasta 1933.
En los años siguientes trabajará con grupos propios, junto a Joe Marsala (1936), Bobby Hackett (1937-38) y Bud Freeman (1939-40). En 1942 participa en la organización de las primeras jam sessions del New York Town Hall y, en 1945, abre su propio club en esta ciudad. Durante los años 1950 realiza numerosas giras por todo el mundo, permaneciendo después unos años apartado de la escena como consecuencia de varias operaciones graves. Sin embargo, vuelve con fuerza en 1970, junto a Roy Eldridge y Kai Winding, y en compañía del también guitarrista Jim Hall.
Condon es el prototipo de rítmica al Estilo Chicago, con un marcaje del ritmo esquemático y seguro, marcando los cuatro tiempos, sin apenas espacio para realizar solos. Músicos como Hackett decía de él que era el mejor guitarra rítmico del mundo.